# PixelJunk Monsters
PixelJunk Monsters est un jeu vidéo de stratégie en temps réel développé par le studio japonais Q-Games, sorti en 2008 sur PlayStation 3. Une version PlayStation Portable, PixelJunk Monsters Deluxe, est sortie en 2009.
C'est le second jeu de la série PixelJunk. PixelJunk Monsters Ultimate est sorti en 2013 sur PSVita et sur PC.

## Système de jeu
L'objectif est de construire des tours de défense le long du chemin emprunté par les ennemis pour les empêcher de parvenir à la base. Plusieurs petites créatures habitent la base du joueur, l'objectif et d'en sauver au moins une sur les vingt à la fin des vagues ennemies pour terminer chaque niveau. Le nombre de vagues ennemies varie suivant le niveau de difficulté (Dix en « facile », vingt en « intermédiaire »…). Pour chaque ennemi qui survit à la défense des tours et atteint le refuge, une créature est tuée. Si toutes les créatures du joueur sont anéanties, il perd la partie. S'il termine le niveau avec ses vingt créatures, il remporte un arc en ciel sur la carte des niveaux. Les arcs-en-ciel permettent de débloquer d'autres chemins vers d'autres niveaux. Si le joueur termine le niveau avec au moins une créature vivante, il débloque le niveau suivant sur la carte.
Il existe des tours de différents types (Canon, arbalète, lance flammes, laser…). Certaines peuvent attaquer tous types d'ennemis, d'autres les ennemis aériens et certaines uniquement les ennemis terrestres. En tuant les ennemis, le joueur obtient généralement des pièces qui permettent d'acheter d'autres tours. Les ennemis tués lâchent parfois des gemmes qui permettent aussi d'obtenir de nouvelles capacités ou équipements à déverrouiller dans la base où sont situés les créatures à protéger.
Il y a un total de 21 niveaux différents (36 avec le pack d'extension PixeJunk Monsters Encore) à trois niveaux de difficulté (facile, intermédiaire et difficile). Il y a également trois épreuves spéciales qui permettent de déverrouiller des capacités uniques pour le joueur (Courir, poser des mines et enfin la tour électrique)

## PixelJunk Monsters Encore
PixelJunk Monsters Encore est une extension disponible depuis le 15 mai 2008 en Europe (le 24 avril 2008 aux États-Unis et au Japon le 8 mai 2008). Elle comprend 15 niveaux, ainsi que quelques petits bonus comme la tour de glace déverrouillé au début de chaque niveau et la tour tesla qui est moins coûteuse à l'achat.

## Mises à jour
Le 30 octobre 2008, une mise à jour (numérotée 2.0) apporte le support des Trophées, la possibilité d'enregistrer une vidéo et la diffuser en ligne via YouTube et l'ajout de trois niveaux de difficulté (le niveau facile ne permet pas de figurer sur les résultats en ligne). Une particularité pour l'obtention des Trophées dans PixelJunk Monsters est de devoir participer à 14 niveaux pré-sélectionnés, on obtient donc volontairement les Trophées dans un mode de jeu spécifique et plus seulement en remplissant des conditions à découvrir au hasard comme dans la plupart des autres jeux; seuls cinq Trophées sont à obtenir dans ou en dehors du mode trophées PlayStation 3.
Le 5 décembre 2008, la mise à jour 2.05 est disponible, d'une taille de 63 Mo environ ; ce patch corrige un bug concernant les tableaux de scores à la suite du patch 2.00.
Le 23 février 2009, la mise à jour 2.20 est disponible, d'une taille de 63 Mo environ ; ce patch corrige un bug pouvant provoquer des blocages ("freeze")  sur la version allemande du jeu pour certains joueurs.
Le 30 juillet 2013, l'édition PixelJunk Monsters Ultimate sort sur PSVita comprenant de nouveaux niveaux, ainsi qu'un générateur aléatoire de niveaux.
Le 26 août 2013, la version PC sort à son tour également. Elle est disponible sur la plateforme de téléchargement Steam.

## Musique du jeu
La musique de jeu est composée par le groupe Otograph. Un album comprenant 24 morceaux est disponible en téléchargement depuis le 2 octobre 2008 sur le PlayStation Store européen (1,99€).

## Accueil
| PixelJunk Monsters    |      |       |
| Média                 | Pays | Notes |
| Eurogamer             | US   | 8/10  |
| GameSpot              | US   | 80 %  |
| IGN                   | US   | 85 %  |
| Compilations de notes |      |       |
| Metacritic            | US   | 83 %  |